# 新聞統制
新聞統制（しんぶんとうせい）は、新聞資本の統合（新聞統合）及び新聞の統制団体設置を目的として策定されたオペレーションを指す。内務省と情報局を中心として運用され、1938年より始まり1942年末に完成した。統合の結果、一つの県に一つの県紙が置かれた「一県一紙」は現在までほぼそのままで維持されている。

## 概要
言論統制は国による言論の自由抑制を指すが、そこには消極的統制と積極的統制が存在する。検閲は前者であり、新聞統合及び統制団体設置は後者に属する。
現在、日本新聞協会加盟の新聞社90数社のほとんどは株式会社である。その新聞社の株主構成は戦前の新聞統制により確立したものがほとんどで、新聞統制と戦後の日刊新聞紙特別法により、新聞社の株式は社外保有が出来ない仕組みになっている。
根拠となるのが国家総力戦の遂行のため、国家の全ての人的・物的資源を政府が統制運用できる国家総動員法になる。こうした統制経済は、修正資本主義と言い換えられ、資本と経営の分離も含まれる。
戦時統制下では株主にある経営者の任命権を取り上げて、政府の管理下にある統制団体に任せることにより経営者の立場を強化しながら統制を強化する形で資本と経営の分離を実現できるか否かがポイントになる。
新聞統合においては、全国の新聞社の発行権、土地、建物、輪転機等の有体財産一切が新しく作る一元会社の株式として評価され、新聞社は一元会社より委託される形で新聞を発行するスキームで実現しようとしたが、新聞側から反対の声が挙がり頓挫した。
新聞統合の段階は以上の3段階に分けられる。
- 1938年（昭和13年）秋から1940年（昭和15年）5月までの「悪徳不良紙の整理」
- 1940年（昭和15年）5月から1941年（昭和16年）9月までの「弱小紙整理」
- 1941年（昭和16年）9月から1942年（昭和17年）10月までの「一県一紙」主義の統合

整理とは懇諭、つまり心を込めて諭すことにより新聞が自発的廃刊の措置に出ることであり、整理対象は悪徳不良紙から経営難に陥っている会社までを含む。政府は警視庁及び地方庁警務課に内示して、徐々に弱小新聞の整理を行って整備に邁進した。
1940年（昭和15年）5月、商工省から内閣に用紙管理委員会が移管された。政府は経済面（営業面）から攻め、弱小新聞の整理、強制的な合併を行った。
政府の最高目標は一県一紙主義にあるが、それでも大新聞については手つかずであった。これが第三段階に入ると、「新聞事業令」により、新聞事業の開始、経営、譲渡、合併などは全て内閣総理大臣の許可を必要とし、内閣総理大臣は会社の合併や事業の廃止などを命令出来るようになり、強制的に新聞社の合併、統合が進められた。1942年（昭和17年）10月には739社あった日刊紙は54社を残してすべて消えた。

## 一県一紙までの経緯
1941年（昭和16年）、新聞は資金、用紙や資材の調達も制約が加えられた。新聞界では上からの統制が避けられないならば望ましい統制のためにと、新聞社と通信社が集まり1941年（昭和16年）5月、「日本新聞連盟」が創設された。
当初は朝日、毎日、読売の全国紙を含む中央紙と地方紙のそれぞれが別々の団体を作ろうとする動きがあったが、情報局の指導と同盟通信社の説得により一つにまとまった。全国紙は地方紙を盛んに買収し、とくに正力の読売は馬力が強く、全国全てを支配下に置こうとしたため、朝日、毎日も対抗した。地方紙は生き残りのために、政府の統制により深く関わり、それにより全国紙を抑制しようとした。
日本新聞連盟において、議決機関である理事会は中央紙及び通信社から6社、地方紙も6社が理事として、監事として中央、地方のそれぞれ1社から選ばれた。
名前を挙げると、理事長が田中都吉、理事が緒方竹虎（朝日）、正力松太郎（読売）、田中都吉（中外商業新報）、三木武吉（報知）、古野伊之助（同盟）、高石真五郎（大毎。のち高石に代わり東日の山田潤二）。東季彦（北海タイムス）、一力次郎（河北）、森一兵（名古屋）、大島一郎（新愛知）、杉山栄（合同）、永江眞郷（福岡日日）。幹事は福田英助（都）、山本実一（中国）になった。
建議の場が14社に限られた点には不満は無かったようである。全国の発行数の八割が理事社にあり、また理事社の独断で進められる時勢では無かった。資本の多寡に関わらず理事の1社は1票の議決権をもつ。また主務大臣の推薦を受けた参与理事が情報局から2名、内務省警保局から1名、選ばれていた。
1941年（昭和16年）9月17日、政府は日本新聞連盟の参与理事をして2つの審議事項を審議されたいと提案した。そこに全国新聞統制会社の可否が含まれていた。可否というが政府の真意は可であり、今ある新聞の資産を評価し、これを全国新聞統制会社が時価で購入。その支払いに新しい会社の株式を充てるというもので、株券の発行と手間で全国の新聞を手にしようという話である。
これは日本発送電で政府がやった手口（原文ママ）で、松永安左衛門は「官僚は人間のクズ」だと罵った。この際に政府側にいた革新官僚の奥村喜和男が今回も案に関わっていた。
理事社のうち地方紙は六社が賛成。中央紙も報知、国民は賛成。反対は朝日、毎日、読売、都の四社だった。
約1ヶ月に渡り議論したが結論が出ず、議論を打ち切り小委員会に具体案作成を委任することに決定した。理事から選出された小委員会の委員は参与理事の3名、それと理事長（新聞社）と理事（通信社）であった。同年11月5日、理事会に小委員会案が報告された。小委員会案では全国共同会社（原文ママ）により全国の新聞を一元（一社）に統合するという案が出た。
朝日、毎日、読売は反対。3社の案を提示したが、これに対し名古屋の森一兵ら地方新聞は小委員会案に賛成した。賛成派の報知の三木武吉を批判した毎日の山田潤二に三木が殴りかかろうとした。当初は毎日は国際派として名高い高石真五郎だったが、三木の暴論にウンザリして理事会に出ず山田に交代していた。大新聞の強硬な反対姿勢に奥村参与理事は憤激し、これに正力理事も反発と応酬した。11月中旬、朝日、毎日、読売は会合を開き小委員会案に反対すると決議した。言論界の長老である徳富蘇峰も民友社に代表の正力、緒方、山田を招き、3社の結束を訴え励ました。星ヶ岡茶寮に田中会長を招いた3社は資本統合だけは避けて貰いたい、それ以外は一任するとお願いした。11月24日、理事会会長の田中都吉は衆議統裁を一任され理事会に裁定案を提出。裁定案は3社の案に近い形で決着された。
このように正力の読売、それと緒方の朝日、山田の毎日の3社が反対して共同会社案は頓挫した。その代わりに新聞連盟の理事会が政府に答申したのは、新聞の統制は現在のままでは不可能であり、それには法令による統制機関を作って、そこに強力な権限を与えなければならないという内容になった（田中都吉の証言）。同時に田中は新聞の個性を無くさず、創意工夫ができるように留意して貰いたいと政府に申し入れている。
この答申を受け、政府は国家総動員法に基づき前述の「新聞事業令」を公布。全国の新聞104社を指定して「日本新聞会」という統制機関を作らせた。メディアからなる日本新聞会は新聞社の統合の整備計画を自ら立案した。
1942年（昭和17年）7月24日、日本の新聞は以下のように定められた。
- 東京は全国紙の3社、ブロック紙は1社、業界紙は1社。
- 大阪は全国紙の2社、ブロック紙は1社、業界紙は1社。
- 名古屋はブロック紙の2社をなるべく1社に統合する（朝日、毎日は発行を停止する）。
- 福岡はブロック紙の1社（朝日、毎日は北九州の発行を可とする）。
- その他の県は一県一紙。
- また新聞は個人企業を廃し、すべて法人とする。株主は役員又は従業員とし、社外株主は排除する（所有と経営の分離）[5]。

伊藤正徳の『新聞五十年史』は新聞事業令に続けて、新聞共同会社（仮称）案について以下のように書いている。

## 新聞統合の進捗
新聞統合における一県一紙は、正確には1つの県に新聞が1つあるという意味ではない。全国紙（中央紙）と地方紙は併存していたし、全国紙、地方紙以外の新聞も存在した。つまり日本新聞博物館（神奈川県横浜市）の歴史コーナーが説明しているように「日刊新聞社」が1937年（昭和12年）に1208社あったものが、1942年（昭和17年）には55社に統合されたという実相が新聞統合である。毎日刊行される日刊紙以外にも週刊紙、旬刊紙、不定期紙などの新聞は存在する。
| カテゴリ | 地域     | 統合後の新聞 | 母体 （太字は当該紙が他紙を吸収）                                                                             | 完成時期   | 完成前地元紙 統合後部数 | 備考                                                                                |
| -------- | -------- | ------------ | --- | ---------- | ----------------------- | ----------------------------------------------------------------------------------- |
| 全国紙   | 全国紙   | 朝日新聞     | 大阪朝日新聞 東京朝日新聞                                                                                     | 1940.9.1   | - 3,677,336             | 東京五紙、大阪四紙、名古屋撤退、九州存続 新聞統合以前より経営統合されていた。       |
| 全国紙   | 全国紙   | 毎日新聞     | 東京日日新聞 大阪毎日新聞                                                                                     | 1943.1.1   | - 3,245,369             | 東京五紙、大阪四紙、名古屋撤退、九州存続 新聞統合以前より経営統合されていた。       |
| 全国紙   | 全国紙   | 讀賣報知     | 読売新聞 報知新聞                                                                                             | 1942.8.5   | - 1,728,194             | 東京五紙                                                                            |
| 地方紙   | 樺太     | 樺太新聞★    | 樺太日日新聞 樺太時事新聞 樺太旭新聞 樺太毎日新聞                                                             |            |                         |                                                                                     |
| 地方紙   | 北海道   | 北海道新聞   | 北海タイムス 小樽新聞★ 室蘭日報 新函館 網走新報 根室新聞 北見新聞 旭川タイムス 旭川新聞 釧路新聞 十勝毎日新聞 | 1942.11.1  | 293,390 484,521         | 6月、知事が統合裁定案を出すが、岡村二一が来道し東季彦を社長に推薦。                 |
| 地方紙   | 青森県   | 東奥日報     | 東奥日報 八戸合同 弘前新聞 青森日報 東北タイムス                                                              | 1942.1.1   | 38,870 63,501           |                                                                                     |
| 地方紙   | 岩手県   | 新岩手日報   | 岩手日報 岩手國民新聞 三陸日日新聞 日刊岩手 宮古新聞 岩手日日新聞 他3紙                                       | 1942.1.1   | 13,300 34,713           |                                                                                     |
| 地方紙   | 秋田県   | 秋田魁新報   | | 1942.6.1   | 21,300 50,100           |                                                                                     |
| 地方紙   | 宮城県   | 河北新報     | | 1942.2.1   | 21,450 98,179           | 「河北」が事実上の一県一紙であったため「北海道」、「中日」ほどの効果はなかった。    |
| 地方紙   | 山形県   | 山形新聞     | 山形新聞 米澤新聞 鶴岡新報 酒田毎日新聞                                                                       | 1942.2.1   | 8,500 35,678            | 地域ごとに一社に統合、さらに県都を拠点とする有力な一社に統合。                      |
| 地方紙   | 福島県   | 福島民報     | 福島民報 福島民友新聞                                                                                         | 1941.9.1   | 11,650 30,608           |                                                                                     |
| 地方紙   | 茨城県   | 茨城新聞     | いはらき 常総新聞 常南日報 関東毎日新聞                                                                       | 1942.2.1   | 9,800 19,532            |                                                                                     |
| 地方紙   | 栃木県   | 下野新聞     | 下野新聞 ほか県内各紙                                                                                         | 1942.1.1   | 6,800 21,390            |                                                                                     |
| 地方紙   | 群馬県   | 上毛新聞     | 上毛新聞 上州新報 群馬新聞など                                                                                | 1940.10.1  | 18,040 16,913           | 東京紙に侵食された県内の新聞社が有力な地元紙の下で統合。                            |
| 地方紙   | 埼玉県   | 埼玉新聞     | 埼玉県新聞 埼玉日報 など                                                                                      | 1940.11.17 | 1,500 5,910             | 有力な地元紙がないため県当局が弱小紙を束ねる形で創刊させた。                        |
| 地方紙   | 千葉県   | 千葉新聞     | 千葉毎日新聞 房総新聞 千葉日日新聞 千葉県民新聞 など                                                          | 1940.11.19 | 8,300 13,273            |                                                                                     |
| 地方紙   | 東京都   | 東京新聞     | 都新聞 國民新聞                                                                                               | 1942.10.1  | - 238,264               | 東京五紙（ブロック紙） 夕刊紙。                                                     |
| 地方紙   | 神奈川県 | 神奈川新聞   | 神奈川県新聞 神奈川日日新聞                                                                                   | 1942.2.2   | 12,400 23,179           | 知事は「神奈川日日新聞」に買収資金を斡旋。                                          |
| 地方紙   | 静岡県   | 静岡新聞     | 静岡民友新聞 静岡新報★ 浜松新聞 沼津合同新聞 清水新聞 熱海毎日新聞                                            | 1941.12.1  | 19,010 31,411           |                                                                                     |
| 地方紙   | 山梨県   | 山梨日日新聞 | 山梨日日新聞 峡中日報 山梨民報 山梨毎日新聞 など                                                              | 1941.2.1   | 39,440 35,516           |                                                                                     |
| 地方紙   | 長野県   | 信濃毎日新聞 | 信濃毎日新聞 南信毎日新聞 など                                                                                | 1942.5.1   | 51,340 90,420           |                                                                                     |
| 地方紙   | 新潟県   | 新潟日報     | 新潟日日新聞 新潟県中央新聞 上越新聞                                                                          | 1942.11.1  | 53,750 104,422          |                                                                                     |
| 地方紙   | 富山県   | 北日本新聞   | 富山日報 高岡新聞 北陸日日新聞 北陸タイムス                                                                   | 1940.9.1   | 35,000 66,390           | 知事の指示を受けた特高課検閲係の鰐淵国光警部が斡旋。設立後、鰐淵は主幹として入社。  |
| 地方紙   | 石川県   | 北國毎日新聞 | 北國新聞 北陸毎日新聞 北國夕刊 北國日報                                                                       | 1942.5.11  | 59,390 93,105           |                                                                                     |
| 地方紙   | 福井県   | 福井新聞     | 福井民報 みくに新聞 敦賀時事 新福井日報 若州新聞 北陸新聞 勝山朝日 など                                       | 1941.3.1   | 16,960 23,816           |                                                                                     |
| 地方紙   | 愛知県   | 中部日本新聞 | 新愛知 名古屋新聞                                                                                             | 1942.9.1   | - 736,980               | 中部（ブロック紙） 小山松寿の新社長就任は岡村二一の知事面談で潰されたとの証言あり。 |
| 地方紙   | 岐阜県   | 岐阜合同新聞 | 岐阜日日新聞 飛騨毎日新聞 岐阜新聞 美濃大正新聞 など                                                          | 1942.1.6   | 17,860 31,150           |                                                                                     |
| 地方紙   | 三重県   | 伊勢新聞     | 伊勢新聞 北勢朝日 三重新聞 南勢新聞 など                                                                      | 1942.4.5   | 19,110 22,594           |                                                                                     |
| 地方紙   | 滋賀県   | 滋賀新聞     | | 1942.8.1   | 1,300 6,310             |                                                                                     |
| 地方紙   | 奈良県   | 奈良日日新聞 | 旧：奈良新聞 中和新聞 大和日報                                                                                | 1941.1.1   | 1,000 9,212             |                                                                                     |
| 地方紙   | 京都府   | 京都新聞     | 京都日出新聞 京都日日新聞                                                                                     | 1942.4.1   | 45,800 88,073           | 統合の準備に入ると関西進出を狙う「読売」が三社共同経営を提案するなど一時難航。      |
| 地方紙   | 大阪府   | 大阪新聞     | 夕刊大阪新聞 関西中央新聞 関西日報 大阪日日新聞 大阪時事新報★ など                                            | 1942.5.1   | - 182,569               | 大阪四紙（ブロック紙） 夕刊紙。                                                     |
| 地方紙   | 和歌山県 | 和歌山新聞   | | 1942.9.1   | 8,880 16,821            |                                                                                     |
| 地方紙   | 兵庫県   | 神戸新聞     | 神戸新聞 神戸又新日報                                                                                         | 1941.12.1  | 97,140 124,961          | 特高課は「神戸」社長の進藤信義を追放。自由主義の点が睨まれた。後任は川崎芳熊。      |
| 地方紙   | 岡山県   | 合同新聞     | 合同新聞 ほか県内各紙                                                                                         | 1941.11.4  | 46,570 144,441          |                                                                                     |
| 地方紙   | 広島県   | 中國新聞     | 中國新聞 山陽日日新聞                                                                                         | 1941.10.30 | - 182,208               |                                                                                     |
| 地方紙   | 広島県   | 呉新聞       | 呉新聞 芸備日日新聞 呉新興日報                                                                                | 存続       |                         |                                                                                     |
| 地方紙   | 鳥取県   | 日本海新聞   | 鳥取新報 因伯時報 山陰日日新聞                                                                                | 1939.10.1  | 29,650 12,972           | 知事の推奨を受けて米原章三が奔走し9月に会合、その席で統合が決定。                   |
| 地方紙   | 島根県   | 島根新聞     | 山陰新聞★ 松陽新報                                                                                            | 1942.1.1   | 74,800 24,297           | 1940年、田部長右衛門が「松陽新報」を買い取る。                                      |
| 地方紙   | 山口県   | 関門日報     | 関門日日新聞 防長新聞                                                                                         | 1942.2.1   | 19,700 33,788           | 知事は1月13日に県庁に各紙代表を招き新たな新聞の創刊を通告、廃刊届けを強要。         |
| 地方紙   | 徳島県   | 徳島新聞     | 徳島日日新報 徳島毎日                                                                                         | 1941.12.16 | 39,700 40,595           | 合併後に主導権争い。解決のため社団法人で設立。                                      |
| 地方紙   | 香川県   | 香川日日新聞 | 香川時報 讃岐実業新聞                                                                                         | 1941.2.11  | 5,860 13,471            |                                                                                     |
| 地方紙   | 愛媛県   | 愛媛合同新聞 | 海南新聞 南予時事新聞 伊予新報                                                                                | 1941.12.1  | 35,500 51,503           |                                                                                     |
| 地方紙   | 高知県   | 高知新聞     | 高知新聞 土陽新聞                                                                                             | 1941.9.1   | 35,980 73,730           | 「土陽」は政友会、「高知」は民政党寄り。                                            |
| 地方紙   | 福岡県   | 西日本新聞   | 福岡日日新聞 九州日報★                                                                                        | 1942.8.10  | - 374,408               | 九州（ブロック紙）                                                                  |
| 地方紙   | 大分県   | 大分合同新聞 | 大分新聞 豊州新報                                                                                             | 1942.4.3   | 27,470 50,779           |                                                                                     |
| 地方紙   | 佐賀県   | 佐賀新聞     | | 1941.5.1   | 7,700 12,132            |                                                                                     |
| 地方紙   | 長崎県   | 長崎日報     | 長崎日日新聞★ 長崎民友新聞 軍港新聞 島原新聞                                                                  | 1942.4.1   | 58,100 45,615           |                                                                                     |
| 地方紙   | 熊本県   | 熊本日日新聞 | 九州日日新聞 九州新聞                                                                                         | 1942.4.1   | 35,100 76,271           |                                                                                     |
| 地方紙   | 宮崎県   | 日向日日新聞 | 県内の9紙 | 1940.11.25 | 10,630 18,884           |                                                                                     |
| 地方紙   | 鹿児島県 | 鹿児島日報   | 鹿児島新聞 鹿児島朝日新聞                                                                                     | 1942.2.10  | 48,200 91,521           | 歴史を有するライバル紙が円満に統合された珍しい例。                                  |
| 地方紙   | 沖縄県   | 沖縄新報     | 沖縄朝日新聞 琉球新報 沖縄日報                                                                                | 1940.11.20 | 10,000 25,621           |                                                                                     |
| 経済紙   | 東日本   | 日本産業経済 | 中外商業新報 日刊工業新聞 経済時事新報 ほか業界紙11紙                                                         | 1942.11.1  | - 246,354               | 東京五紙 「日刊工業新聞」は統合後も「軍事工業新聞」として発行を継続。               |
| 経済紙   | 西日本   | 産業経済新聞 | 日本工業新聞 大阪毎夕新聞 ほか業界紙33紙                                                                      | 1942.11.1  | - 106,233               | 大阪四紙                                                                            |
| 外地     | 朝鮮     | 京城日報     | |            | -                       | 日本語。日本の撤退に伴い消滅。                                                      |
| 外地     | 朝鮮     | 毎日新報     | |            | -                       | 朝鮮語。短期の休刊を経て、現在の「ソウル新聞」。                                    |
| 外地     | 台湾     | 台湾新報     | 台湾日日新報 興南新聞 台湾新聞 台湾日報 高雄新報 東台湾新聞                                                   | 1944.4.1   | -                       | 日本語。日本の撤退に伴い、中国語の「台湾新生報」。                                  |

- ★は読売新聞より買収、または資本提携をうけていた新聞

## 戦争報道による影響
1930年、ロンドン軍縮条約締結。軍部を中心に反対の声が挙がるが、各紙は条約を支持。軍部批判もまだ活発に行われていた。
しかし1931年、蒋介石の勢力拡大などにより、ナショナリズム世論が激化したことで、各紙は軍縮から軍拡へ路線を変更。日清日露で得た満蒙権益の死守を訴えた。9月18日、満州事変。12月19日、新聞各紙が連名で満州事変支持の共同宣言発表。満州事変でスクープ合戦やナショナリズム世論が形成され新聞各社の売上が増加、各社は自発的に軍部を支持することにつながった。
これらの経緯を経て、新聞社や日本放送協会の報道は制約されはじめる。従軍報道においても取材写真は幾つもの検閲を経て、何度もふるいにかけられてようやく紙面に掲載されることになった。また、言論統制もあって、記事にも日本に有利な情報しか掲載されなくなり、事実に反する内容も少なくなかった。そのため、複数の「真実」が存在する、曖昧な事件が幾つかあり、現在に至るまで議論がなされている。

## 全国新聞社一元化案の提示と頓挫
1941年（昭和16年）秋、政府は全国新聞一元会社案を提示するも正力松太郎が反対し頓挫した。

## 持ち分合同
太平洋戦争の激化に伴う空襲の危険増加や交通手段の悪化より、1945年に「戦局ニ対処スル新聞非常態勢ニ関スル暫定措置要綱」、いわゆる「持ち分合同」がなされる。これはいわゆる全国紙（中央紙ともいう）の主要な発行拠点である東京都、大阪府、福岡県とその周辺府県（概ね、埼玉県・千葉県・神奈川県・滋賀県・京都府・奈良県・兵庫県・和歌山県・山口県）については従来通り全国紙と地方紙を単独発行することとし、それ以外は有力地方紙に全国紙（朝日・毎日・讀賣報知）の題字を一緒に載せて、地方紙と合わせた4紙連名という形で統合したものである。

## 新聞統制が遺したもの
従来は地方紙同士での競争もあったが、新聞統制後は全国紙と一県一紙の地方紙になったため、関東・関西以外の地方紙は、ほぼ独占的なシェアを誇ることとなった。そのため現在に至るまでこの枠組みが続いている。
一方、新たな新聞社の設立が自由となって「福島民友」が復刊し、「栃木新聞」、「山梨時事新聞」、「北陸新聞」、「日刊福井」、「奈良新聞」、「山口新聞」、「日刊新愛媛」、「フクニチ新聞」、「鹿児島新報」、「沖縄タイムス」のような第二県紙的な存在となる新聞も相次いで設立された。
大阪府においては特に、夕刊専売の地方紙（大阪新聞=産経新聞系、新大阪・日本投書新聞→新関西=毎日新聞系、関西新聞、大阪日日新聞=いずれも当時独立系）が乱立する状態になっていた。
讀賣報知は、｢読売新聞」との合弁を解消後、旧：｢報知新聞」の社員有志により、夕刊紙・新報知として復刊するが、経営難が続き、1949年に再び読売新聞傘下になり、スポーツ紙（現在の｢スポーツ報知」）にシフトすることになる。
また、地方紙でも都市部においては全国紙や有力ブロック紙に発行部数を食われる新聞社も少なくなく、「千葉新聞」、「和歌山新聞」、「滋賀日日新聞」、「防長新聞」は廃刊に追い込まれ、ブロック紙の中日新聞社は1960年に「北陸新聞」、1967年「東京新聞」、1992年に「日刊福井」の編集・発行権を譲り受けて発行エリアを拡大、「日刊福井」は「北陸中日新聞」（「北陸新聞」の後身）の福井版と統合した後、1994年に「日刊県民福井」と題号を改めた。
さらに戦後復発刊した第二県紙も多くは既存地方紙との競争に負け、「福島民友」、「奈良新聞」と「沖縄タイムス」以外は経営悪化に追い込まれている。特に鳥取県の「日本海新聞」は、隣県・島根県の「山陰中央新報」（旧：「島根新聞」）が鳥取県の一部地域で発行されるようになって以後は、その「山陰中央」やブロック紙の「中国新聞」などのあおりを受けて、一度1975年に経営破たん（会社更生法申請）を引き起こしたため休刊に追い込まれたが、1976年に地元の実業家・吉岡利固（グッドヒル社主、新日本海新聞社社主）のグループが再建スポンサーとなって復刊した。
また戦後の民間放送開始によって、多くの地方紙はラジオ・テレビ放送局に出資することとなり、それがそのまま放送局においても当初は「1県1波」の原則で話が進むこととなる（マスメディア集中排除原則も参照）。UHF波解禁後のテレビ放送は、放送免許の大量交付に伴い、地方紙よりも全国紙・キー局との関連性が深い局が増加したが、AMラジオ放送に関してはほとんどの地方で一波体制であるため、地方紙とのかかわりが非常に深い状態が今も続いている。全国紙と関わりの深いラジオ局は主に地方紙が弱体化している県で、和歌山放送、山陰放送、山口放送くらいである（山陰放送は朝日系、和歌山放送は毎日系、山口放送は朝日系→読売系）。また、LuckyFMもかつては全国紙（「朝日新聞」）との関わりが深かった。なお、奈良県のように地方紙が弱体化している県で県域ラジオ放送がない事例もある。
戦後の新たな新聞社の設立の自由化は、道県域の一部をエリアとした地域・ローカル新聞社の設立も促し、青森県の「デーリー東北」、「陸奥新報」のように第二、第三県紙的ポジションの新聞がある一方、「函館新聞」のように、地方紙との遺恨が長く生じ、新聞業界の閉鎖性と新規参入の困難さを物語る事案も起きている。